# خاتون أباد (كرمان)
خاتون أباد (بالفارسية: خاتون‌آباد) هي مدينة تقع في الجزء الأوسط من مدينة شهربابك في محافظة كرمان في إيران. يقدر عدد سكانها بـ 3,883 نسمة.